# Jiří Magál
Jiří Magál (Chrudim, Checoslovaquia, 11 de abril de 1977) es un deportista checo que compitió en esquí de fondo. 
Participó en cuatro Juegos Olímpicos de Invierno, entre los años 1998 y 2010, obteniendo una medalla de bronce en Vancouver 2010, en la prueba de relevo (junto con Martin Jakš, Lukáš Bauer y Martin Koukal), y el séptimo lugar en Salt Lake City 2002, en la misma prueba.

## Palmarés internacional
| Juegos Olímpicos | Juegos Olímpicos   | Juegos Olímpicos  | Juegos Olímpicos |
| Año              | Lugar              | Medalla           | Prueba           |
| ---------------- | ------------------ | ----------------- | ---------------- |
| 2010             | Vancouver (Canadá) | Medalla de bronce | Relevo 4 × 10 km |